# Say Something
"Say Something" je pjesma američkog producenta, pjevača i repera Timbalanda objavljena 3. studenog 2009. godine kao drugi službeni singl s njegovog trećeg samostalnog albuma Shock Value II. U pjesmi gostuje kanadski pjevač Drake.

## Prijašnja verzija
Pjesma je u početku bila naslovljena "Say" te je instrumentalno bila znatno drugačija od konačne verzije. Na pjesmi je gostovao američki pjevač i reper T-Pain, koji je također trebao gostovati na albumu. No, ova verzija nije dospjela na album.

## Glazbeni video
Glazbeni video za pjesmu režirao je Paul "Coy" Allen koji je režirao glazbene videe za "Morning After Dark" i "If We Ever Meet Again". Premjerno je prikazan 8. prosinca 2009. godine. U videu se pojavljuje model Keyshia Dior.

## Top liste
Na kraju tjedna 23. siječnja 2010. godine pjesma "Say Something" je debitirala na broju 94 ljestvice Billboard Hot 100 te je dosad dosegla broj 23, što je čini drugom najviše plasiranom pjesmom s albuma.
| Top liste (2009. – 2010.)           | Najviša pozicija |
| ----------------------------------- | ---------------- |
| SAD Billboard Hot 100               | 23               |
| SAD Billboard Hot R&B/Hip-Hop Songs | 1                |
| SAD Billboard Rap Songs             | 1                |
| SAD Billboard Radio Songs           | 12               |